# Xanthocyparis
Xanthocyparis nom. cons., maleni biljni rod u porodici čempresovki u koji su bile uklopljene od najmanje jedne do tri vrste crnogoričnog drveća, to su nutkanski pačempres sa sjeverozapadne obale Sjeverne Amerike (ponekad smješten u rod Callitropsis), vijetnamski zlatni čempres (Xanthocyparis vietnamensis) iz Vijetnama i Xanthocyparis pendula (Thunb.) de Laub. & Husby, iz Japana.
Ovo drveće naraste od 10 do 15 metara visine

## Mogući sinonimi
- Callitropsis vietnamensis (Farjon & T.H.Nguyên) D.P.Little[2]
- Cupressus vietnamensis (Farjon & T.H.Nguyên) Silba[2]